# Орден Плеяды
Орден Плеяды (фр. Ordre de la Pléiade) — «орден Франкофонии и диалога культур», международная награда, учреждённая в 1976 году Парламенской ассамблеей Франкофонии (APF), органом Международной организации франкофонии (OIF).

## Критерии номинации
Вручается за заслуги людям, наиболее отличившимся на службе идеалам APF (распространению французского языка), и принадлежащим к различным сферам, в том числе политикам, главам государств и правительств, общественным деятелям, литераторам и артистам.

## Название
Название награды происходит от нескольких связанных между собою понятий (в обратном хронологическом порядке):
1. орден Плеяды
2. Плеяда — поэтическая группа французского ренессанса
3. Плеяда семи александрийских поэтов
4. Плеяды — семь небесных сестер в греческой мифологии и соответствующее звездное скопление

## Степени
Орден состоит из пяти степеней:
1. Большой крест
2. Великий офицер
3. Командор
4. Офицер
5. Рыцарь

## Инсигнии
Знак отличия ордена представляет собой синюю эмалированную двустороннюю семилучевую звезду. На аверсе в центре помещена гравированная серебристая роза ветров с надписью по окружности: «la Pléiade, ordre de la Francophonie» (Плеяда, орден Франкофонии). В основаниях лучей находятся серебристые пятиконечные звездочки, символизирующие семь Плеяд. На реверсе в качестве символа единства изображен мост Адольфа в Люксембурге, где была создана APF.